# Heinkel Wespe
Le Heinkel Wespe (en français : « Guêpe ») était une étude de projet du constructeur allemand Heinkel Flugzeugwerke pour un intercepteur ADAV de type tail-sitter.
L'appareil ne disposait pas d'ailes conventionnelles, mais était doté à la place d'un grand rotor. L'étude de projet, commencée en 1944, fut achevée en 1945, mais l'avion ne put jamais atteindre l'étape des essais, en raison du cruel manque de matériaux nécessaires qui pesait sur l'Allemagne à la fin de la Seconde Guerre mondiale. Un projet lié était celui du Lerche, qui fut victime des mêmes problèmes que celui du Wespe et ne prit jamais son envol.

## Caractéristiques
L'appareil devait être propulsé par des turbopropulseurs installés dans le centre de la cellule, qui avait pour particularité inhabituelle d'être entourée d'une aile annulaire et donc de posséder une faible surface frontale, ce qui en faisait une plateforme idéale pour l'attaque de bombardiers. Le pilote devait être en position allongée lorsque l'appareil volait en régime « normal » (vol horizontal).
Il semblerait que le Wespe ait été conçu pour des missions de défense ponctuelle — comme le fut également le Messerschmitt Me 163 Komet —, mais la situation économique et logistique désastreuse de l'Allemagne nazie, en cette période de fin de conflit, mit fin à tout espoir de voir cet appareil prendre l'air. Le moteur ne fut jamais prêt à temps et aucun exemplaire ne fut produit.
Si théoriquement le concept semble être viable, aucun avion de ce type n'a jamais pris l'air, et la question de la capacité d'un tel appareil à voler reste actuellement toujours ouverte.